# Alvin és a mókusok (film)
Az Alvin és a mókusok (eredeti cím: Alvin and the Chipmunks) 2007-ben bemutatott amerikai vegyes technikájú zenés filmvígjáték Tim Hill rendezésében. Az azonos című animációs sorozat alapján készült első film. 
A műben valós és számítógéppel animált díszletek, élő és számítógéppel animált szereplők közösen szerepelnek: a három főszereplő mókust számítógépes animációval keltették életre, az embereket színészek alakítják. A három mókus eredeti hangját Justin Long, Matthew Gray Gubler és Jesse McCartney kölcsönzi. A főbb szerepekben Jason Lee, David Cross és Cameron Richardson látható.
Az Amerikai Egyesült Államok 2007. december 14-én mutatták be a mozikban. Magyarországon december 20-án debütált az InterCom Zrt. forgalmazásában. Bár negatív kritikákat kapott, bevételi szempontból jól teljesített. 
Három folytatása készült: Alvin és a mókusok 2. (2009), Alvin és a mókusok 3. (2011) és Alvin és a mókusok – A mókás menet  (2015).

## Cselekmény
A történet a kezdetekhez nyúl vissza, bemutatja, hogyan fogadta örökbe Dave Seville a három mókust, s hogyan alakítottak zenei együttest az élénk kisállatok.

## Szereplők
| Szerep                                                          | Eredeti hang                    | Magyar hang     |
| --------------------------------------------------------------- | ------------------------------- | --------------- |
| Alvin, a középső mókus                                          | Justin Long                     | Dányi Krisztián |
| Alvin, a középső mókus                                          | Ross Bagdasarian Jr. (énekhang) | Dányi Krisztián |
| Simon, a legidősebb mókus                                       | Matthew Gray Gubler             | Posta Victor    |
| Simon, a legidősebb mókus                                       | Steve Vining (énekhang)         | Posta Victor    |
| Theodore, a legkisebb mókus                                     | Jesse McCartney                 | Arany Tamás     |
| Theodore, a legkisebb mókus                                     | Janice Karman (énekhang)        | Arany Tamás     |
| Szerep                                                          | Színész                         | Magyar hang     |
| David „Dave” Seville, a mókusok menedzsere és örökbefogadó apja | Jason Lee                       | Anger Zsolt     |
| Ian Hawke, menedzser                                            | David Cross                     | Borbély László  |
| Claire Wilson, Dave volt barátnője                              | Cameron Richardson              | Kovács Patrícia |
| Gail, Dave egykori főnöke                                       | Jane Lynch                      | Spilák Klára    |
| Barry                                                           | Frank Maharajh                  |                 |
| Amy                                                             | Veronica Alicino                | Nyírő Eszter    |
| Ted                                                             | Kevin Symons                    | Beratin Gábor   |

## Marketing
A film előzetese A Simpson család – A film előtt debütált 2007. július 27-én, a Horton trailerével egyetemben. Ebben a rövid részletben a mókusok a Lipps Inc. „Funkytown” című számát éneklik.

## Fogadtatás
A film a Rotten Tomatoes oldalán közel száz kritika alapján 24%-ot ért el.